# Marcatobianco
Màrcatobianco è l'unica frazione del comune di Castronovo di Sicilia in provincia di Palermo. Conta 90 abitanti e si trova a 645 m s.l.m..

## Storia
Il nome del paese deriva da màrcato, ovvero recinto per gli animali, e da bianco dovuto al colore del terreno.
Sarebbe l'antico casale di Bonifato, di cui è attestata l'esistenza sin dal 1176, anche se nel territorio sono stati scoperti resti di un insediamento di epoca romana.

## Monumenti e luoghi d'interesse
La chiesa parrocchiale è dedicata al Santissimo Crocifisso, di cui si celebra la festa nella terza domenica di maggio.

## Infrastrutture e trasporti
Vi ha sede una stazione ferroviaria lungo la linea Palermo-Catania, tra Valledolmo e Roccapalumba-Alia.